# C/1980 E1 (Bowell)

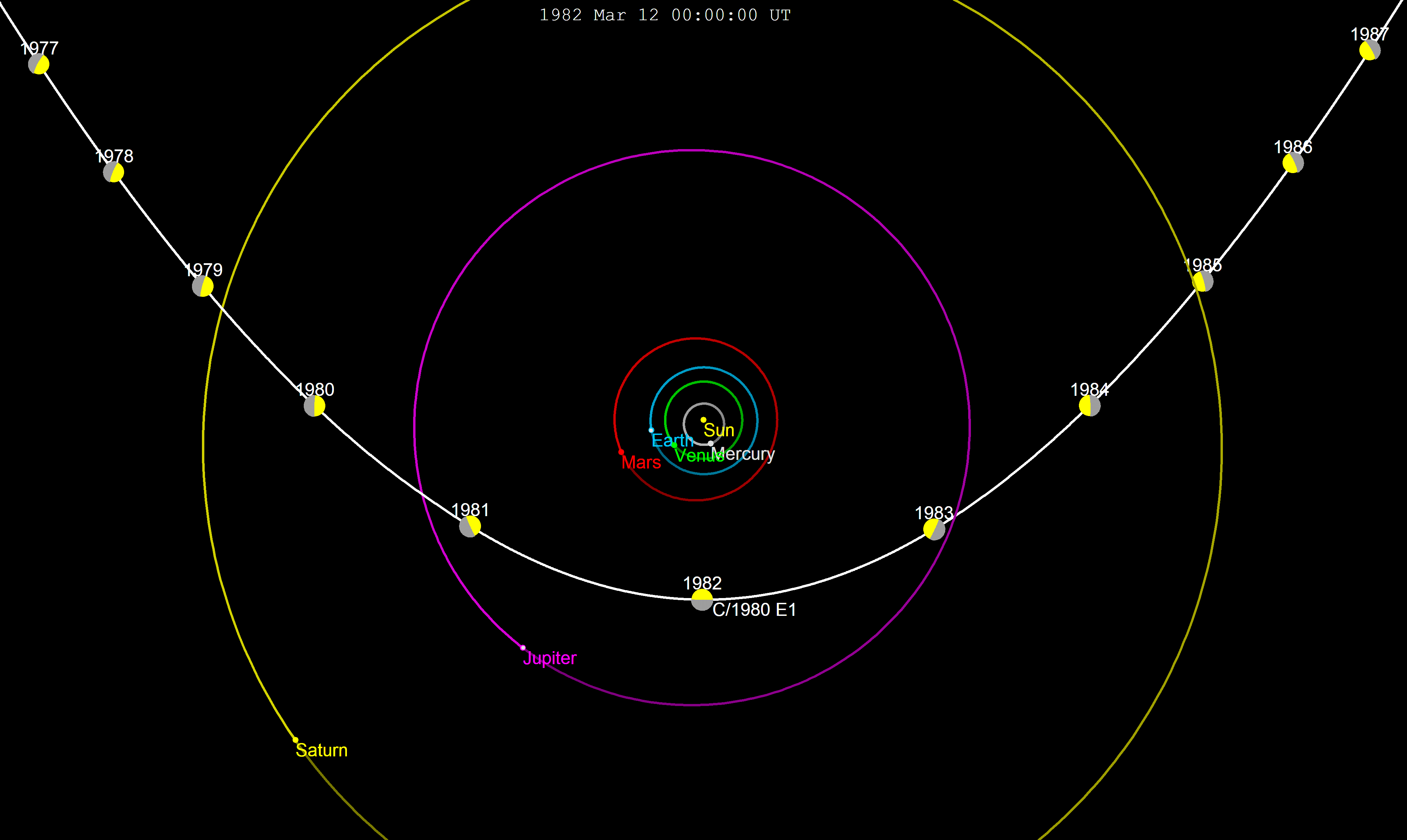
A órbita de C/1980 E1.

C/1980 E1 é um cometa não periódico descoberto por Edward L. G. Bowell em 11 de fevereiro de 1980. C/1980 E1 está saindo do Sistema Solar em uma trajetória hiperbólica menos rápida apenas que a trajetória hiperbólica de 1I/ʻOumuamua.
Como o cometa estava se aproximando do periélio em 9 de dezembro de 1980, passou dentro de 0,228 UA de Júpiter, o que acelerou o cometa e lhe deu uma excentricidade de 1,066. O cometa atingiu seu periélio em 12 de março de 1982, quando alcançou uma velocidade de 23,3 km/s em relação ao Sol. C/1980 E1 teve uma excêntrica baricêntrica maior que 1, mantendo-o numa trajetória hiperbólica que o expulsará do Sistema Solar. Os objetos em órbitas hiperbólicas têm semieixo maior negativo, dando-lhes uma energia orbital positiva. O Minor Planet Center não lista diretamente um semieixo maior para este cometa.